# Nowy Chwalim
Nowy Chwalim (deutsch Neu Valm) ist eine Ortschaft im Powiat Szczecinecki (Neustettiner Kreis) in der polnischen Woiwodschaft Westpommern. Der Ort ist Teil der Stadt- und Landgemeinde Barwice (Bärwalde). 

## Geographische Lage
Das Dorf liegt in Hinterpommern, etwa 50 Kilometer südsüdöstlich von Köslin (Koszalin),  18 Kilometer westnordwestlich von Neustettin (Szczecinek), acht Kilometer östlich von Bärwalde (Barwice) und sieben Kilometer südöstlich des Nachbardorfs Alt Valm (Stary Chwalim).

## Geschichte
Die Geschichte des Dorfs Neu Valm ist eng mit der Geschichte des früheren adligen Großdorfs Valm verknüpft, das um 1830 die fünf Gutsbezirke Valm A, B, C, D, E umfasste – mit Sitz des zuständigen Patrimonialgerichts im Landgut B – und das in seiner geographischen Ausdehnung und als kommunale Verwaltungseinheit bis 1874 bestanden hatte. Keimzelle des erst im 19. Jahrhundert entstandenen neuen Dorfs Neu Valm war die vor 1849 auf der Gemarkung des Guts Valm A angelegte Siedlung oder „Kolonie“ gleichen Namens. Nach dem im ehemaligen Großdorf Valm im Jahr 1854 vollzogenen Rezess zur Separation der gutsherrlichen und bäuerlichen Verhältnisse waren in der Siedlung nur 13 Halbbauern als Landbesitzer verzeichnet.  Durch einen Erlass der königlichen Regierung vom 30. November 1874 wurde das Gut Valm A mit einem Flächeninhalt von 840,0570 Hektaren vom Gutsbezirk Valm abgetrennt und zu einem selbständigen Gutsbezirk mit dem Namen Gut Neu Valm erklärt; gleichzeitig schied das Bauerndorf Neu Valm aus dem Dorfbezirk Valm aus und erhielt den Status einer eigenständigen Landgemeinde. Die neue, verwaltungstechnisch nun selbständige Landgemeinde wurde dem 1874 neu gebildeten Amtsbezirk Valm zugeordnet.
Um 1880 saß Albert Krantz auf dem Rittergut Neu Valm.
Um das Jahr 1896 befand sich das Gut Neu Valm im Besitz der Witwe Neitzke.  Am 1. April 1927 betrug die Flächengröße des Ritterguts Neu Valm 725 Hektar, und am 16. Juni 1925 hatte der  Gutsbezirk 236 Einwohner.
Schon vor 1895 stand sowohl im Bauerndorf Neu Valm als auch im Gutsbezirk Neu Valm eine eigene Schule zur Verfügung.
Um 1933 gab es in Neu Valm einen Gasthof und eine Schmiede.
Bis 1945 bildete Neu Valm eine Landgemeinde im Landkreis Neustettin in der preußischen Provinz Pommern des Deutschen Reichs. Neu Valm war dem Amtsbezirk Valm zugeordnet.
Gegen Ende des Zweiten Weltkriegs besetzte im Frühjahr 1945 die Rote Armee die Region. Nach Beendigung der Kampfhandlungen wurde Neu Valm zusammen mit Hinterpommern seitens der sowjetischen Besatzungsmacht der Volksrepublik Polen zur Verwaltung überlassen. Von der polnischen Behörde wurde das Dorf nun unter der Ortsbezeichnung  „Nowy Chwalim“ verwaltet. In der Folgezeit wurde die einheimische Bevölkerung von der polnischen Administration aus dem Kreisgebiet vertrieben. Im Ort siedelten sich zugewanderte Polen an. 

### Demographie
| Jahr | Einwohner | Anmerkungen |
| ---- | --------- | --- |
| 1954 | –         | Siedlung mit 13 Halbbauern im Bezirk des Ritterguts Valm A                                                                        |
| 1867 | 414       | am 3. Dezember, davon 235 im Gemeindebezirk Neu Valm und 179 im Gutsbezirk Valm A                                                 |
| 1871 | 475       | am 1. Dezember, davon 249 im Gemeindebezirk Neu Valm (sämtlich Evangelische) und 226 im Gutsbezirk Valm A (sämtlich Evangelische) |
| 1875 | 465       | davon 236 im Dorf und 229 im Gutsbezirk                                                                                           |
| 1885 | 395       | am 1. Dezember, davon 247 im Gemeindebezirk (sämtlich Evangelische) und 148 im Gutsbezirk Neu Valm (sämtlich Evangelische)        |
| 1910 | 348       | Dorf und Rittergut, am 1. Dezember, davon 251 im Gemeindebezirk und 97 im Gutsbezirk                                              |
| 1925 | 222       | davon 220 Evangelische und zwei Katholiken                                                                                        |
| 1933 | 238       | [ 17 ] |
| 1939 | 239       | [ 17 ] |